# Kanton Dun-sur-Meuse
Dun-sur-Meuse is een voormalig kanton van het Franse departement Meuse. Het kanton maakt deel uit van het arrondissement Verdun. Begin 2015 is het kanton opgeheven. De gemeente Vilosnes-Haraumont werd toegevoegd aan het kanton Clermont-en-Argonne en de overige aan het kanton Stenay.

## Gemeenten
Het kanton Dun-sur-Meuse omvatte de volgende gemeenten:
- Aincreville
- Brieulles-sur-Meuse
- Cléry-le-Grand
- Cléry-le-Petit
- Doulcon
- Dun-sur-Meuse (hoofdplaats)
- Fontaines-Saint-Clair
- Liny-devant-Dun
- Lion-devant-Dun
- Milly-sur-Bradon
- Mont-devant-Sassey
- Montigny-devant-Sassey
- Murvaux
- Sassey-sur-Meuse
- Saulmory-et-Villefranche
- Villers-devant-Dun
- Vilosnes-Haraumont